# Чуйка (одежда)

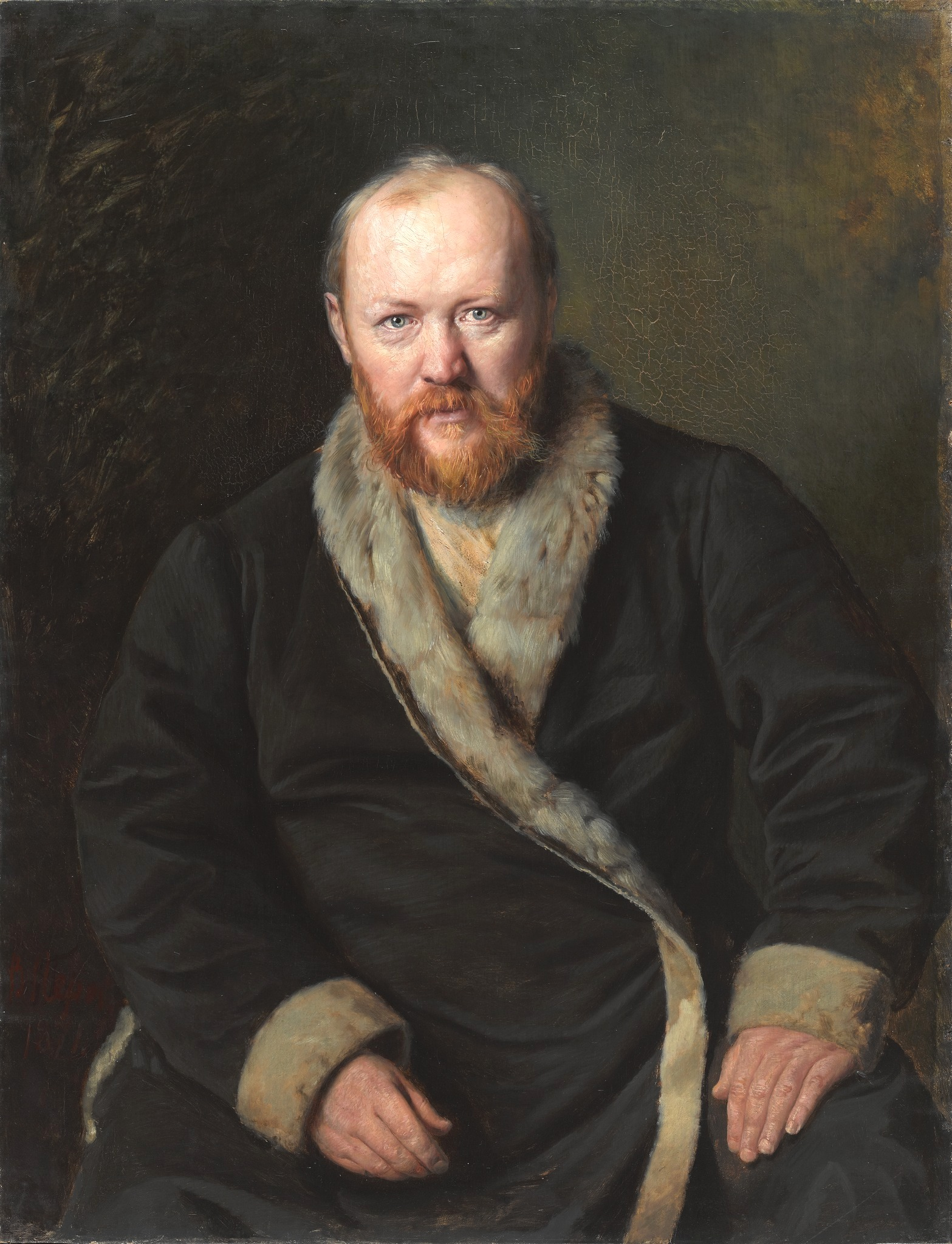
Портрет А. Н. Островского. Художник В. Г. Перов. 1871 г.

Чу́йка — верхняя мужская одежда в России из тёмного сукна, прямого кроя, иногда воротник разукрашивался бархатом или мехом. Крой прямой, халатоподобный (позднее — приталенный, со вставными клиньями или отрезной спиной и сборами). Длина обычно до колен.